# Dipartimento di Vallée du Ntem
Il dipartimento di Vallée du Ntem è un dipartimento del Camerun nella Regione del Sud.

## Comuni
Il dipartimento è suddiviso in 3 comuni:
- Ambam
- Ma'an
- Olamze